# Kanovaren op de Middellandse Zeespelen 2005
Kanovaren is een van de sporten die beoefend werden tijdens de Middellandse Zeespelen 2005 in Almería, Spanje. Er waren zes onderdelen: vier voor mannen, twee voor vrouwen.

## Uitslagen

#### Mannen
| Event     | Goud                                      | Goud     | Zilver                                   | Zilver   | Brons                                              | Brons    |
| --------- | ----------------------------------------- | -------- | ---------------------------------------- | -------- | -------------------------------------------------- | -------- |
| K1 500 m  | Sébastien Jouve                           | 1.37,351 | Carlos Perez Rial                        | 1.38,304 | Andrea Facchin                                     | 1.38,371 |
| K1 1000 m | Stjepan Janić                             | 3.26,770 | Cyrille Carré                            | 3.28,156 | Jernej Župančič Regent                             | 3.29,363 |
| K2 500 m  | Kroatië Stjepan Janić Mićo Janić          | 1.29,655 | Spanje Francisco Llera Damian Vindel     | 1.30,001 | Servië en Montenegro Ognjen Filipović Dragan Zorić | 1.31,028 |
| K2 1000 m | Spanje Javier Hernand Pablo Enrique Baños | 3.10,048 | Frankrijk Sébastien Jouve Philippe Colin | 3.10,921 | Italië Andrea Facchin Antonio Scaduto              | 3.11,741 |

## Medaillespiegel
| Plaats | Land                 | Goud | Zilver | Brons | Totaal |
| 1      | Italië               | 2    | 1      | 2     | 5      |
| 2      | Kroatië              | 2    | 0      | 0     | 2      |
| 3      | Spanje               | 1    | 3      | 0     | 4      |
| 4      | Frankrijk            | 1    | 2      | 2     | 5      |
| 5      | Servië en Montenegro | 0    | 0      | 1     | 1      |
| 5      | Slovenië             | 0    | 0      | 1     | 1      |
| Totaal | Totaal               | 6    | 6      | 6     | 18     |

1979 · 1991 · 1993 · 1997 · 2005 · 2009 · 2013 · 2018
Atletiek · Basketbal · Bocce · Boksen · Boogschieten · Gewichtheffen · Golf · Gymnastiek · Handbal · Judo · Kanovaren · Karate · Paardensport · Roeien · Schermen · Schietsport · Tafeltennis · Tennis · Voetbal · Volleybal · Waterpolo · Wielersport · Worstelen · Zeilen · Zwemmen